# Saison 2012-2013 du Fulham FC
Dernière mise à jour : 19 mai 2013.
Chronologie
Saison précédente Saison suivante
La saison 2012-2013 du Fulham FC est la 12e saison consécutive du club en Premier League. Non qualifié pour une compétition européenne, le club sera en compétition pour le Championnat d'Angleterre, la Coupe d'Angleterre et la Coupe de la Ligue anglaise.

## Équipe première

### Effectif
| N°                 | Nat                                                   | Nom                         | Date de naissance (Âge) | Depuis          | Matchs          | Buts            | En provenance de    |
| Gardiens de but    | Gardiens de but                                       | Gardiens de but             | Gardiens de but         | Gardiens de but | Gardiens de but | Gardiens de but | Gardiens de but     |
| ------------------ | ----------------------------------------------------- | --------------------------- | ----------------------- | --------------- | --------------- | --------------- | ------------------- |
| 1                  | Drapeau de l'Australie                                | Mark Schwarzer              | 6 octobre 1972          | 2008            | 220             | 0               | Middlesbrough       |
| 13                 | Drapeau de l'Angleterre                               | David Stockdale             | 25 septembre 1985       | 2008            | 26              | 0               | Darlington          |
| 38                 | Drapeau des Philippines                               | Neil Etheridge              | 7 février 1990          | 2008            | 1               | 0               | Centre de formation |
| Défenseurs         |                                                       |                             |                         |                 |                 |                 |                     |
| 3                  | Drapeau de la Norvège                                 | John Arne Riise             | 24 septembre 1980       | 2011            | 76              | 0               | AS Rome             |
| 4                  | Drapeau de la Suisse                                  | Philippe Senderos           | 14 février 1985         | 2010            | 53              | 1               | Arsenal             |
| 5                  | Drapeau de la Norvège                                 | Brede Hangeland (capitaine) | 20 juin 1981            | 2008            | 245             | 12              | FC Copenhague       |
| 6                  | Drapeau de l'Irlande du Nord (drapeau du Royaume-Uni) | Chris Baird                 | 25 février 1982         | 2007            | 165             | 4               | Southampton         |
| 17                 | Drapeau de l'Angleterre                               | Matthew Briggs              | 9 mars 1991             | 2006            | 28              | 1               | Centre de formation |
| 18                 | Drapeau de l'Irlande du Nord (drapeau du Royaume-Uni) | Aaron Hughes                | 8 novembre 1979         | 2007            | 233             | 3               | Aston Villa         |
| 25                 | Drapeau de la Bulgarie                                | Stanislav Manolev           | 16 décembre 1985        | 2013            | 4               | 0               | PSV Eindhoven       |
| 27                 | Drapeau de l'Allemagne                                | Sascha Riether              | 23 mars 1983            | 2012            | 39              | 1               | Cologne             |
| Milieux de terrain |                                                       |                             |                         |                 |                 |                 |                     |
| 7                  | Drapeau de l'Angleterre                               | Steve Sidwell               | 14 décembre 1982        | 2011            | 74              | 9               | Aston Villa         |
| 8                  | Drapeau de la Suisse                                  | Pajtim Kasami               | 2 juin 1992             | 2011            | 21              | 0               | US Palerme          |
| 12                 | Drapeau du Ghana                                      | Emmanuel Frimpong           | 10 janvier 1992         | 2013            | 6               | 0               | Arsenal             |
| 14                 | Drapeau de la Grèce                                   | Yórgos Karagoúnis           | 6 mars 1977             | 2012            | 28              | 2               | Panathinaïkos       |
| 15                 | Drapeau de l'Angleterre                               | Kieran Richardson           | 21 octobre 1984         | 2012            | 16              | 2               | Sunderland          |
| 16                 | Drapeau de l'Irlande                                  | Damien Duff                 | 2 mars 1979             | 2009            | 155             | 22              | Newcastle United    |
| 19                 | Drapeau du Mali                                       | Mahamadou Diarra            | 18 mai 1981             | 2012            | 19              | 1               | AS Monaco           |
| 21                 | Drapeau de la Turquie                                 | Kerim Frei                  | 19 novembre 1993        | 2011            | 33              | 1               | Centre de formation |
| 24                 | Drapeau de l'Iran                                     | Ashkan Dejagah              | 5 juillet 1986          | 2012            | 24              | 0               | VfL Wolfsbourg      |
| 28                 | Drapeau des Pays-Bas                                  | Urby Emanuelson             | 16 juin 1986            | 2013            | 13              | 1               | AC Milan            |
| 29                 | Drapeau du pays de Galles                             | Simon Davies                | 23 octobre 1979         | 2007            | 168             | 17              | Everton             |
| 31                 | Drapeau de la Suède                                   | Alexander Kačaniklić        | 13 août 1991            | 2010            | 28              | 4               | Liverpool           |
| 33                 | Drapeau du Cameroun                                   | Eyong Enoh                  | 23 mars 1986            | 2013            | 9               | 0               | Ajax Amsterdam      |
| Attaquants         |                                                       |                             |                         |                 |                 |                 |                     |
| 9                  | Drapeau de la Bulgarie                                | Dimitar Berbatov            | 30 janvier 1981         | 2012            | 35              | 15              | Manchester United   |
| 10                 | Drapeau de la Croatie                                 | Mladen Petrić               | 1er janvier 1981        | 2012            | 24              | 5               | Hambourg SV         |
| 11                 | Drapeau du Costa Rica                                 | Bryan Ruiz                  | 18 août 1985            | 2011            | 61              | 7               | FC Twente           |
| 20                 | Drapeau de la Colombie                                | Hugo Rodallega              | 25 juillet 1985         | 2012            | 33              | 2               | Wigan Athletic      |

### Staff managérial[1]
| Emploi                     | Staff            |
| -------------------------- | ---------------- |
| Entraîneur                 | Martin Jol       |
| Entraîneur adjoint         | Michael Lindeman |
| Entraîneur de l'équipe pro | Billy McKinlay   |
| Entraîneur des gardiens    | Hans Segers      |
| Préparateur physique       | Scott Miller     |
| Docteur                    | Steve Lewis      |

Source : http://www.fulhamfc.com

### Tenues
Équipementier : Kappa
Sponsor : FxPro
| Domicile | Extérieur | Autre |

## Transferts

### Mercato d'été

#### Arrivées
| Numéro | Poste | Joueur            | En provenance de  | Montant         | Date              | Source |
| ------ | ----- | ----------------- | ----------------- | --------------- | ----------------- | ------ |
| 10     | ATT   | Mladen Petrić     | Hambourg SV       | Transfert libre | 28 juin 2012      | [ 2 ]  |
| 20     | ATT   | Hugo Rodallega    | Wigan Athletic    | Transfert libre | 12 juillet 2012   | [ 3 ]  |
| 9      | ATT   | Dimitar Berbatov  | Manchester United | £4 millions     | 31 août 2012      | [ 4 ]  |
| 15     | MIL   | Kieran Richardson | Sunderland        | £2 millions     | 31 août 2012      | [ 5 ]  |
| 24     | MIL   | Ashkan Dejagah    | VfL Wolfsbourg    | £2 millions     | 31 août 2012      | [ 6 ]  |
| 14     | MIL   | Yórgos Karagoúnis | Panathinaïkos     | Transfert libre | 11 septembre 2012 | [ 7 ]  |

##### Prêts
| Numéro | Poste | Joueur         | En provenance de | Début       | Fin         | Source |
| ------ | ----- | -------------- | ---------------- | ----------- | ----------- | ------ |
| 27     | DEF   | Sascha Riether | Cologne          | 6 août 2012 | 31 mai 2013 | [ 8 ]  |

#### Départs
| Numéro | Poste | Joueur            | Destination         | Montant         | Date            | Source |
| ------ | ----- | ----------------- | ------------------- | --------------- | --------------- | ------ |
| 8      | ATT   | Andy Johnson      | Queens Park Rangers | Transfert libre | 18 juin 2012    | [ 9 ]  |
| 13     | MIL   | Danny Murphy      | Blackburn Rovers    | Transfert libre | 25 juin 2012    | [ 10 ] |
| 7      | ATT   | Pavel Pogrebniak  | Reading             | Transfert libre | 29 juin 2012    | [ 11 ] |
| 9      | ATT   | Orlando Sá        | AEL Limassol        | Transfert libre | 30 juin 2012    | [ 12 ] |
| 15     | MIL   | Marcel Gecov      | La Gantoise         | £685 000        | 23 juillet 2012 | [ 13 ] |
| 20     | MIL   | Dickson Etuhu     | Blackburn Rovers    | £1,5 million    | 3 août 2012     | [ 14 ] |
| 17     | MIL   | Bjørn Helge Riise | Lillestrøm          | Transfert libre | 3 août 2012     | [ 15 ] |
| 30     | ATT   | Moussa Dembélé    | Tottenham Hotspur   | £15 millions    | 29 août 2012    | [ 16 ] |
| 23     | MIL   | Clint Dempsey     | Tottenham Hotspur   | £6 millions     | 31 août 2012    | [ 17 ] |
| 32     | DEF   | Rafik Halliche    | Académica Coimbra   | Transfert libre | 31 août 2012    | [ 18 ] |

### Mercato d'hiver

#### Arrivées

##### Prêts
| Numéro | Poste | Joueur            | En provenance de | Début           | Fin         | Source |
| ------ | ----- | ----------------- | ---------------- | --------------- | ----------- | ------ |
| 12     | MIL   | Emmanuel Frimpong | Arsenal          | 25 janvier 2013 | 31 mai 2013 | [ 19 ] |
| 28     | MIL   | Urby Emanuelson   | AC Milan         | 31 janvier 2013 | 31 mai 2013 | [ 20 ] |
| 25     | DEF   | Stanislav Manolev | PSV Eindhoven    | 31 janvier 2013 | 31 mai 2013 | [ 21 ] |
| 25     | MIL   | Eyong Enoh        | Ajax Amsterdam   | 31 janvier 2013 | 31 mai 2013 | [ 22 ] |

#### Départs
| Numéro | Poste | Joueur         | Destination | Montant       | Date            | Source |
| ------ | ----- | -------------- | ----------- | ------------- | --------------- | ------ |
| 26     | DEF   | Zdeněk Grygera | –           | Retraite      | 6 décembre 2012 | [ 23 ] |
| 2      | DEF   | Stephen Kelly  | Reading     | £1,32 million | 11 janvier 2013 | [ 24 ] |

##### Prêts
| Numéro | Poste | Joueur          | Destination | Début            | Fin            | Source |
| ------ | ----- | --------------- | ----------- | ---------------- | -------------- | ------ |
| 12     | GB    | David Stockdale | Hull City   | 22 novembre 2012 | 2 janvier 2013 | [ 25 ] |
| 42     | ATT   | Marcello Trotta | Brentford   | 22 novembre 2012 | 31 mai 2013    | [ 26 ] |
| 12     | GB    | David Stockdale | Hull City   | 18 janvier 2013  | 31 mai 2013    | [ 27 ] |

### Activité globale
| Mercato d'été : £8 000 000 Mercato d'hiver : £0 Total : £8 000 000 | Mercato d'été : £23 185 000 Mercato d'hiver : £1 320 000 Total : £24 505 000 | Mercato d'été : £15 185 000 Mercato d'hiver : £1 320 000 Total : £16 505 000 |

## Compétitions

### Premier League

#### Classement
| Rang | Équipe              | Pts | J  | G  | N  | P  | Bp | Bc | Diff |
| ---- | ------------------- | --- | -- | -- | -- | -- | -- | -- | ---- |
| 1    | Manchester United   | 89  | 38 | 28 | 5  | 5  | 85 | 43 | +42  |
| 2    | Manchester City T S | 78  | 38 | 23 | 9  | 6  | 66 | 34 | +32  |
| 3    | Chelsea             | 75  | 38 | 22 | 9  | 7  | 75 | 39 | +36  |
| 4    | Arsenal             | 73  | 38 | 21 | 10 | 7  | 72 | 37 | +35  |
| 5    | Tottenham Hotspur   | 72  | 38 | 21 | 9  | 8  | 66 | 46 | +20  |
| 6    | Everton             | 63  | 38 | 16 | 15 | 7  | 55 | 40 | +15  |
| 7    | Liverpool           | 61  | 38 | 16 | 13 | 9  | 71 | 43 | +28  |
| 8    | West Bromwich       | 49  | 38 | 14 | 7  | 17 | 53 | 57 | -4   |
| 9    | Swansea City L      | 46  | 38 | 11 | 13 | 14 | 47 | 51 | -4   |
| 10   | West Ham P          | 46  | 38 | 12 | 10 | 16 | 45 | 53 | -8   |
| 11   | Norwich City        | 44  | 38 | 10 | 14 | 14 | 41 | 58 | -17  |
| 12   | Fulham              | 43  | 38 | 11 | 10 | 17 | 50 | 60 | -10  |
| 13   | Stoke City          | 42  | 38 | 9  | 15 | 14 | 34 | 45 | -11  |
| 14   | Southampton P       | 41  | 38 | 9  | 14 | 15 | 49 | 60 | -11  |
| 15   | Aston Villa         | 41  | 38 | 10 | 11 | 17 | 47 | 69 | -22  |
| 16   | Newcastle United    | 41  | 38 | 11 | 8  | 19 | 45 | 68 | -23  |
| 17   | Sunderland          | 39  | 38 | 9  | 12 | 17 | 41 | 54 | -13  |
| 18   | Wigan Athletic C    | 36  | 38 | 9  | 9  | 20 | 47 | 73 | -26  |
| 19   | Reading P           | 28  | 38 | 6  | 10 | 22 | 43 | 73 | -30  |
| 20   | Queens Park Rangers | 25  | 38 | 4  | 13 | 21 | 30 | 60 | -30  |

Qualifications européennes
Ligue des champions 2013-2014
- 1er 2e et 3e : phase de groupes
- 4e : tour de barrages pour non-champions

Ligue Europa 2013-2014
- C : phase de groupes
- 5e : tour de barrages
- L : 3e tour de qualification

Relégation
- 18e, 19e et 20e : relégation en Championship

Abréviations
- T : Tenant du titre
- C : Vainqueur de la FA Cup 2012-2013
- L : Vainqueur de la Coupe de la Ligue 2012-2013
- S : Vainqueur du Community Shield 2012
- P : Promus de Championship

## Statistiques

### Meilleurs buteurs
Inclut uniquement les matches officiels. La liste est classée par numéro de maillot lorsque le total des buts est égal.
| R  | No. | Pos | Nat | Nom                  | Premier League | Coupe d'Angleterre | Coupe de la Ligue | Total |
| -- | --- | --- | --- | -------------------- | -------------- | ------------------ | ----------------- | ----- |
| 1  | 9   | ATT |     | Dimitar Berbatov     | 15             | 0                  | 0                 | 15    |
| 2  | 10  | ATT |     | Bryan Ruiz           | 5              | 0                  | 0                 | 5     |
| 2  | 11  | ATT |     | Mladen Petrić        | 5              | 0                  | 0                 | 5     |
| 4  | 7   | MIL |     | Steve Sidwell        | 4              | 0                  | 0                 | 4     |
| 4  | 31  | MIL |     | Alexander Kačaniklić | 4              | 0                  | 0                 | 4     |
| 6  | 16  | MIL |     | Damien Duff          | 3              | 0                  | 0                 | 3     |
| 6  | 20  | ATT |     | Hugo Rodallega       | 3              | 0                  | 0                 | 3     |
| 8  | 6   | DEF |     | Chris Baird          | 2              | 0                  | 0                 | 2     |
| 8  | 14  | MIL |     | Yórgos Karagoúnis    | 1              | 1                  | 0                 | 2     |
| 8  | 15  | MIL |     | Kieran Richardson    | 1              | 1                  | 0                 | 2     |
| 11 | 5   | DEF |     | Brede Hangeland      | 0              | 1                  | 0                 | 1     |
| 11 | 18  | DEF |     | Aaron Hughes         | 0              | 1                  | 0                 | 1     |
| 11 | 27  | DEF |     | Sascha Riether       | 1              | 0                  | 0                 | 1     |
| 11 | 28  | MIL |     | Urby Emanuelson      | 1              | 0                  | 0                 | 1     |
|    |     |     |     | Buts contre son camp | 5              | 0                  | 0                 | 5     |
|    |     |     |     | TOTAUX               | 50             | 4                  | 0                 | 54    |

Mise à jour : 19 mai 2013

Source : Rapports de matches officiels

### Discipline
Inclut uniquement les matches officiels. La liste est classée par numéro de maillot lorsque le total des cartons est égal.
| R  | No. | Pos | Nat                                                   | Nom               | Premier League | Premier League | Coupe d'Angleterre | Coupe d'Angleterre | Coupe de la Ligue | Coupe de la Ligue | Total  | Total        |
| R  | No. | Pos | Nat                                                   | Nom               | Averti         | Carton rouge   | Averti             | Carton rouge       | Averti            | Carton rouge      | Averti | Carton rouge |
| 1  | 7   | MIL | Drapeau de l'Angleterre                               | Steve Sidwell     | 7              | 2              | 0                  | 0                  | 1                 | 0                 | 8      | 2            |
| 2  | 5   | DEF | Drapeau de la Norvège                                 | Brede Hangeland   | 2              | 1              | 0                  | 0                  | 0                 | 0                 | 2      | 1            |
| 3  | 4   | DEF | Drapeau de la Suisse                                  | Philippe Senderos | 6              | 0              | 0                  | 0                  | 0                 | 0                 | 6      | 0            |
| 3  | 6   | DEF | Drapeau de l'Irlande du Nord (drapeau du Royaume-Uni) | Chris Baird       | 5              | 0              | 0                  | 0                  | 1                 | 0                 | 6      | 0            |
| 5  | 27  | DEF | Drapeau de l'Allemagne                                | Sascha Riether    | 4              | 0              | 1                  | 0                  | 0                 | 0                 | 5      | 0            |
| 6  | 3   | DEF | Drapeau de la Norvège                                 | John Arne Riise   | 4              | 0              | 0                  | 0                  | 0                 | 0                 | 4      | 0            |
| 7  | 14  | MIL | Drapeau de la Grèce                                   | Yórgos Karagoúnis | 3              | 0              | 0                  | 0                  | 0                 | 0                 | 3      | 0            |
| 7  | 15  | MIL | Drapeau de l'Angleterre                               | Kieran Richardson | 2              | 0              | 1                  | 0                  | 0                 | 0                 | 3      | 0            |
| 7  | 24  | MIL | Drapeau de l'Iran                                     | Ashkan Dejagah    | 3              | 0              | 0                  | 0                  | 0                 | 0                 | 3      | 0            |
| 7  | 33  | MIL | Drapeau du Cameroun                                   | Eyong Enoh        | 3              | 0              | 0                  | 0                  | 0                 | 0                 | 3      | 0            |
| 11 | 11  | ATT | Drapeau du Costa Rica                                 | Bryan Ruiz        | 2              | 0              | 0                  | 0                  | 0                 | 0                 | 2      | 0            |
| 11 | 17  | DEF | Drapeau de l'Angleterre                               | Matthew Briggs    | 0              | 0              | 1                  | 0                  | 1                 | 0                 | 2      | 0            |
| 11 | 25  | DEF | Drapeau de la Bulgarie                                | Stanislav Manolev | 2              | 0              | 0                  | 0                  | 0                 | 0                 | 2      | 0            |
| 14 | 8   | MIL | Drapeau de la Suisse                                  | Pajtim Kasami     | 0              | 0              | 0                  | 0                  | 1                 | 0                 | 1      | 0            |
| 14 | 9   | ATT | Drapeau de la Bulgarie                                | Dimitar Berbatov  | 1              | 0              | 0                  | 0                  | 0                 | 0                 | 1      | 0            |
| 14 | 12  | MIL | Drapeau du Ghana                                      | Emmanuel Frimpong | 1              | 0              | 0                  | 0                  | 0                 | 0                 | 1      | 0            |
| 14 | 18  | DEF | Drapeau de l'Irlande du Nord (drapeau du Royaume-Uni) | Aaron Hughes      | 1              | 0              | 0                  | 0                  | 0                 | 0                 | 1      | 0            |
| 14 | 19  | MIL | Drapeau du Mali                                       | Mahamadou Diarra  | 1              | 0              | 0                  | 0                  | 0                 | 0                 | 1      | 0            |
| 14 | 28  | MIL | Drapeau des Pays-Bas                                  | Urby Emanuelson   | 1              | 0              | 0                  | 0                  | 0                 | 0                 | 1      | 0            |
|    |     |     |                                                       | TOTAUX            | 48             | 3              | 3                  | 0                  | 4                 | 0                 | 55     | 3            |

Mise à jour : 19 mai 2013

Source : Rapports de matches officiels

### Total
| Matches joués                 | 42 (38 Premier League, 3 Coupe d'Angleterre, 1 Coupe de la Ligue)              |
| Matches gagnés                | 12 (11 Premier League, 1 Coupe d'Angleterre)                                   |
| Matches nuls                  | 11 (10 Premier League, 1 Coupe d'Angleterre)                                   |
| Matches perdus                | 19 (17 Premier League, 1 Coupe d'Angleterre, 1 Coupe de la Ligue)              |
| Buts marqués                  | 54 (50 Premier League, 4 Coupe d'Angleterre)                                   |
| Buts concédés                 | 67 (60 Premier League, 6 Coupe d'Angleterre, 1 Coupe de la Ligue)              |
| Différence de buts            | -13 (-10 Premier League, -2 Coupe d'Angleterre, -1 Coupe de la Ligue)          |
| Matches sans encaisser de but | 8 (8 Premier League)                                                           |
| Cartons jaunes                | 55 (48 Premier League, 3 Coupe d'Angleterre, 4 Coupe de la Ligue)              |
| Cartons rouges                | 3 (3 Premier League)                                                           |
| Pire discipline               | Steve Sidwell (8 - 2 )                                                         |
| Meilleur résultat             | Victoire 5 – 0 (Domicile) contre Norwich City – Premier League – 18 août 2012  |
| Pire résultat                 | Défaite 0 – 4 (Extérieur) contre Liverpool – Premier League – 22 décembre 2012 |
| Meilleur buteur               | Dimitar Berbatov (15 buts)                                                     |

Mise à jour : 19 mai 2013

Source : Rapports de matches officiels